# Okko Behrends
Okko Behrends (* 27. Februar 1939 in Norden (Ostfriesland)) ist ein deutscher Rechtshistoriker und emeritierter Hochschullehrer der Georg-August-Universität Göttingen.

## Leben
Okko Behrends studierte in Freiburg, Genf, München und Göttingen Rechtswissenschaft, wurde 1967 von Franz Wieacker an der Göttinger Universität mit einer Untersuchung zur römischen Geschworenenverfassung promoviert und habilitierte sich 1972 ebendort mit einer Arbeit zum Zwölftafelprozess. Als Nachfolger von Franz Wieacker war er von 1975 bis zu seiner Emeritierung im Jahre 2007 Professor für Bürgerliches Recht, Römisches Recht und Neuere Privatrechtsgeschichte. Behrends ist seit 1982 ordentliches Mitglied der Göttinger Akademie der Wissenschaften. Von 1986 bis 1988 war er Vizepräsident der Göttinger Universität, 2003 und 2009 Andrew Dickson White Professor-at-Large an der Cornell University in Ithaca. Seit 2005 ist er Honorarprofessor der East China University of Politics and Law in Shanghai, 2009 erhielt er die Ehrendoktorwürde der Universität Stockholm und 2010 war er Bok Visiting International Professor an der University of Pennsylvania. Er unterrichtete außerdem an den Universitäten Rom (La Sapienza), Neapel, Bordeaux und Nanjing. Seine Schüler sind Martin Avenarius, Rudolf Meyer-Pritzl und Cosima Möller. Er ist der Enkel von Onno Behrends.

## Werk
Behrends’ Forschung beschäftigt sich mit den Einflüssen der griechischen Philosophie auf das römische Recht (vornehmlich der Stoa und ihrer römischen Rezeption). Unter diesen Aspekt fallen auch seine Studien zu den römischen Agrimensoren und zur römischen Landvermessung. Innerhalb des europäischen COST G2 Programms Paysages antiques et structures rurales war er für die unter anderen von Monique Clavel-Lévêque und Jean-Yves Guillaumin veranstalteten französischen Edition der Agrimensoren als Berater tätig. Zusammen mit Berthold Kupisch, Hans Hermann Seiler und Rolf Knütel war Behrends am Übersetzungsprojekt des Corpus iuris civilis beteiligt. Weitere Schwerpunkte liegen auf der deutschen Rechtswissenschaft des 18. und 19. Jahrhunderts mit dem Schwerpunkt auf der Historischen Rechtsschule. hier vor allem mit Friedrich Carl von Savigny (1779–1861) und mit Rudolf von Jhering (1818–1892). Kleinere Arbeiten von Behrends widmen sich dem Verhältnis von Heinrich Heine zur Jurisprudenz oder dem philosophischen Hintergrund von Carl Schmitt.
In der Dissertationsarbeit Die Geschworenenverfassung. Ein Rekonstruktionsversuch (1970) arbeitet Behrends die die Bedeutung der öffentlich-rechtlichen Bereitstellungsordnung der ehrenamtlich tätigen Geschworenen heraus. Zentrales Ergebnis dieser Untersuchung, das durch die lex Irnitana mittlerweile bestätigt wurde, war, dass nur vor dem Geschworenen, der von der „amtlichen“ Richterliste stammte, ein Einlassungszwang bestand. Die Einsetzung eines Prozesses mit einem gewählten Geschworenen verlangte dagegen die Zustimmung der Parteien noch im Augenblick der Prozessbegründung. Die Habilitationsschrift Der Zwölftafelprozeß. Zur Geschichte des Obligationsrechts (1974) versucht zu erweisen, dass zur zivilrechtlichen Einordnung einer (ursprünglich bei Fälligkeit einer Schuldknechtschaft einen Haftungszugriff ermöglichenden) Kreditobligation Vertrags-, Prozess- und Vollstreckungsrecht zusammen gesehen werden müssen.

## Ansichten und kritische Rezeption
Die von Behrends aufgrund seiner Forschungen vertretenen Auffassungen weichen teilweise erheblich von der in der jeweiligen Disziplin etablierten herrschenden Meinung ab. Dies gilt schon für die römische Landvermessung, die nach dem Selbstverständnis der Römer etruskischen Ursprungs war. Damit stellte Behrends sich unter anderem gegen Kurt Latte, der aufgrund antiker Zeugnisse und bestätigt durch die Vermittlung des Wortes groma für das Visiergerät über etruskisch gruma aus dem griechischen γνώμων (Schattenstab) einen von den Etruskern übernommenen Ritus der disciplina Etrusca identifiziert hatte. Behrends postuliert stattdessen eine protorömische, von ihm so genannte Auguralreligion, die als Grundlage allen Rechts mit der pax deum (Götterfriede) auch einen Rechtsfrieden benötigt habe. Im Zentrum dieser agrarischen Rechtsvorstellung habe ein die Freiheit, die Familie und das Vermögen sichernde „Vindikationsmodell“ gestanden, das sich in der Überlieferung als ex iure Quiritium manifestiere. Dieses Modell führt Behrends auf die Bildung eines Bündnisses mehrerer Agrarsiedlungen (gentes) mit Kultzentrum auf dem Quirinal zurück. Das Zwölftafelgesetz (von 451/450 v. Chr.) habe diese Rechtsvorstellung bewahrt, sie gleichzeitig aber unter dem Einfluss der sich ändernden ökonomischen Bedingungen der „plebejisch“ geprägten Handels- und Marktstadt Rom weiterentwickelt. Auch hier ist anzumerken, dass nach herrschender Auffassung auch das römische Auguralwesen seinen Ursprung im benachbarten Etrurien hatte und ebenfalls etruskische Wurzeln aufweist. Von Behrends wird dieser Zusammenhang als „Etruskerhypothese“ verworfen und die Auguralreligion von der disciplina Etrusca getrennt, ohne dabei die Einflüsse, denen Latium und Rom als direkte Nachbarn Etruriens unterworfen waren, zu verneinen.
Ebenfalls umstritten in der modernen Romanistik ist die von Behrends behauptete Grundlegung des römischen Rechts in den maßgebenden hellenistischen Rechtstheorien, und sein Versuch, die beiden kaiserzeitlichen Rechtsschulen von Prokulianern und Sabinianern mit ihren Kontroversen auf zwei Philosophie-Rezeptionen der Republik abzuleiten, die die römische Rechtswissenschaft nacheinander geprägt hätten, die eine durch den Glauben an ein von einer providentiellen Vernunft gewolltes bürgerliches Recht, die andere durch die skeptische Überzeugung, dass die Hervorbringung eines solchen bürgerlichen Rechtes eine spezifisch humane Aufgabe ist. Diese Auffassung wurde von Behrends, unter anderem in Auseinandersetzung mit Dieter Nörr, entschieden vertreten.
Nach Behrends entwickelte sich das römische Rechtssystem unter den stadtsässigen pontifices als verantwortlichen Experten fort, deren Namen er von der ersten Tiberbrücke Roms, dem pons sublicius, abgeleitet. Auch hier tritt er in teilweisen Widerspruch zu dem in der Forschung erwiesenen Ursprung des pontifex aus der etruskischen Religion. Laut Behrends liegt der von ihm vermutete Einfluss griechischer Philosophie auf die Entwicklung des römischen Rechtsgedankens in der Öffnung des Pontifikalkollegium für die Plebejer im 3. Jahrhundert v. Chr. Die Mitglieder dieses Kollegiums, zu nennen ist hier Sempronius Sophus, hätten als Rechtsexperten (iurisconsulti) die hellenistische, von Antisthenes begründete und von der Stoa (Zenon) fortgeführte Rechtstheorie rezipiert. Das ius Quiritium wäre als universales ius civile zum fortgeltenden Naturrecht hinzugetreten, das darunter als primäres ius gentium in das (allgemeine und dem Bürger vorbehaltene Regeln unterscheidende) ius civile eingeordnet worden sei. Das Naturrecht regle das Verhalten der Menschen untereinander, das hinzugefügte Recht hingegen die ihnen dauerhaft und formal zugeordneten Rechte. Als Leitwerte des Naturrechts erkennt Behrends die Verlässlichkeit gegenüber Zusagen (fides) und das Verbot vorsätzlicher Schädigung (dolus). Unter dem Einfluss der Lehren des stoischen Philosophen Antipatros von Tarsos habe man die Anforderungen des Naturrechts erhöht: Für Rechtsgeschäfte sei das Vertrauensprinzip (bona fides) eingeführt worden, für Delikte die Haftung wegen mangelnder Sorgfalt (diligentia). Der naturrechtlich abgeleitete Grundsatz, für gesellschaftlich Schwächere einzustehen, habe letztendlich zu den Bemühungen um tiefgreifende Agrarreform unter Tiberius Sempronius Gracchus 133 v. Chr. geführt. Diese seien am Widerstand der Nobilität gescheitert, obwohl sie u. a. in Publius Mucius Scaevola (consul 133) einen bedeutenden juristischen Unterstützer hatten. Diese Auslegung der Gracchenreform orientiert sich an dem idealisierten Bild, mit dem die Anhänger des Gracchus diesen nach dessen Ermordung zur Symbolfigur gegen die Oberschicht stilisierten. Sowohl die damalige Situation als auch die eigentlichen Motive der Reformer werden in neuerer Zeit vermehrt in Frage gestellt (z. B. durch Klaus Bringmann und Ulrich Gotter). In der auf die römischen Bürgerkriege folgenden sullanischen Restauration (82 v. Chr.) habe sich in Rom unter dem Einfluss der skeptischen Akademie (Philon von Larisa), die ihrerseits Aspekte der Sophistik (Protagoras) aufnahm, eine liberal-humanistische Rechtstheorie durchgesetzt, die das Bild des idealen Redners mit dem des idealen Staatsmann vereinte. Diese Figur des optimus orator als Rechtsbewahrer kulminiert in den Schriften Ciceros. Durch die Rechtsinstitute (zum Beispiel Bürgerschaft, Eigentum, Ehe, Kindschaft), des pactum conventum (wechselseitige Übereinkunft) und der conventio (einseitige Übereinkunft) erhält der naturrechtlich bestimmte Mensch demnach durch das Gemeinwesen und das damit verbundene Gewaltverbot seine zivilrechtlichen Grenzen. Eine weitere bedeutende Ordnungsquelle seien die sozialethischen Grundwerte: Auf ihnen beruhten die auf umfassenden Rechtsmittel des Prätors. Literarisches Zentrum dieser Rechtslehre sei das klassische Edikt und der dazu verfasste klassische Ediktskommentar gewesen. Diese Werkgattung habe mit Servius Sulpicius Rufus begonnen.
Mit dem Prinzipat des Augustus sei die res publica restituta unter eine monarchische Ausnahmegewalt gestellt, deren wichtigste Legitimation die Sicherung des Rechtsfriedens (die pax Augusta) gewesen sei. Der augural-religiöse Aspekt habe die auctoritas principis zum obersten Prinzip der gesamten Rechtsordnung erhoben. Dies erkläre auch das Auftreten der beiden Rechtsschulen des Prinzipats, von denen die Sabinianer an die vorklassische, die Prokulianer an die klassische Tradition anknüpften. Beide republikanischen Rechtstheorien seien anerkannt geblieben, und folgerichtig habe man die führenden Vertreter beider Schulen mittels der Institution des ius respondendi ex auctoritate principis ermächtigt, das Recht fortzubilden. Diese gemeinsame Legitimationsquelle habe zwar eine Konvergenz der beiden philosophisch geprägten Systeme eingeleitet, eine Fülle von Kontroversen und eine dauernde geistige Grundspannung aber weiterhin bestehen lassen. Justinians Rechtskodifikation habe den Gedanken der kaiserlich gewährleisteten Rechtsordnung fortgeführt und den Anspruch erhoben, alle Kontroversen der beiden Rechtsschulen beseitigt zu haben. Seine Rechtsauffassung stehe in der Tradition Konstantins: Das Christentum habe damals zur religiösen Legitimation und als politisch-gesellschaftliche Stütze der Herrschaft der römischen Kaiser herangezogen werden können, weil dem römischen Recht in den christlichen Gemeinden schon vor Konstantin ein fester Platz zuerkannt worden war. Solange die aus der römischen Tradition kommende Rechtsordnung bestehe, werde die göttliche Vorsehung (providentia) die Welt erhalten. Daher habe Justinian das römische Recht unter Berufung auf eine Trinität kodifiziert, deren geistige Kraft das Recht in einem ausschließlich römischen, bei Romulus beginnenden Geschichtsverlauf geschaffen habe.
Im letzten Drittel des 19. Jahrhunderts sei die Interpretation des römischen Rechts, unter dem Eindruck der Französischen Revolution, der eine idealistischen Rechtsphilosophie verarbeitete, von einer Rechtstheorie erfasst worden, die einem präsentistischen Rechtssetzungswillen verpflichtet gewesen sei. Dabei sei das bis dahin herrschende Leitbild des römischen Rechts als eines Freiheit und Zusammenarbeit organisierenden Ordnungssystems zugunsten eines sich in Rechtssetzungsakten immer neu hervorbringenden, seine Legitimation aus der Wahrnehmung der jeweiligen Lebensbedürfnisse ziehenden Phänomens aufgegeben worden. Diese Entwicklung mündet nach Behrends in der Freirechtsbewegung und ihren Folgeerscheinungen, während die Romanistik als bloß historischen Disziplin die gleichen Einflüsse in der Interpolationistik verarbeitet habe. Diese Methode habe alle diejenigen antiken Quellen als unecht angezweifelt, die dem Ideal des genialen, sich auf die jeweilige Entscheidungsaufgabe konzentrierenden Fallrechtsjuristen widersprochen hätten. Die Interpolationistik sei heute zwar im Wesentlichen überwunden, die Deutung des römischen Rechts als theorielose Kasuistik sei dagegen geblieben. Für Behrends hat die damit erreichte Rehabilitation eines rationalen Gehaltes im römischen Rechts auch Folgen für die Bewertung der Historischen Rechtsschule selbst: Savignys System werde auf diese Weise als integrierende, die römischen Quellen höchst kreativ fortdenkende Verarbeitung derselben sichtbar. Jherings Rechtsdenken werde vom Vorwurf des Darwinismus befreit und als ein römisches Rechtsdenken selbständig verarbeitende Theorie erfahrungsgeleiteter Rechtsfortbildung erkennbar.

## Schriften (Auswahl)
- Die römische Geschworenenverfassung. Ein Rekonstruktionsversuch (= Göttinger rechtswissenschaftliche Studien. 80). Schwartz, Göttingen 1970, ISBN 3-509-00518-X (Zugleich: Göttingen, Universität, Dissertation, 1967).
- Der Zwölftafelprozeß. Zur Geschichte des römischen Obligationenrechts (= Göttinger rechtswissenschaftliche Studien. 92). Schwartz, Göttingen 1974, ISBN 3-509-00747-6 (Zugleich: Göttingen, Universität, Habilitations-Schrift, 1972).
- Die Wissenschaftslehre im Zivilrecht des Q. Mucius Scaevola pontifex (= Nachrichten der Akademie der Wissenschaften zu Göttingen. Philologisch-Historische Klasse. 1976, Nr. 7, ISSN 0065-5287). Vandenhoeck & Ruprecht, Göttingen 1976.
- Tiberius Gracchus und die Juristen seiner Zeit (Die römische Jurisprudenz gegenüber der Staatskrise des Jahres 133 v. Chr.). In: Klaus Luig, Detlef Liebs (Hrsg.): Das Profil des Juristen in der europäischen Tradition. Symposion aus Anlaß des 70. Geburtstags von Franz Wieacker. Gremer, Ebelsbach 1980, ISBN 3-88212-018-5, S. 25–121.
- Die fraus legis. Zum Gegensatz von Wortlaut- und Sinngeltung in der römischen Gesetzesinterpretation (= Göttinger rechtswissenschaftliche Studien. 121). Schwartz, Göttingen 1982, ISBN 3-509-01289-5.
- Der römische Gesetzesbegriff und das Prinzip der Gewaltenteilung. In: Okko Behrends, Christoph Link (Hrsg.): Zum römischen und neuzeitlichen Gesetzesbegriff (= Akademie der Wissenschaften in Göttingen. Symposion der Kommission Die Funktion des Gesetzes in Geschichte und Gegenwart. 1 = Abhandlungen der Akademie der Wissenschaften in Göttingen. Philologisch-Historische Klasse. Folge 3, Nr. 157). Vandenhoeck und Ruprecht, Göttingen 1987, ISBN 3-525-82439-4, S. 34–122.
- als Herausgeber mit Rolf Knütel, Berthold Kupisch und Hans Hermann Seiler: Corpus Iuris Civilis. Text und Übersetzung. Auf der Grundlage der von Theodor Mommsen und Paul Krüger besorgten Textausgaben. Müller u. a., Heidelberg 1990–lfd. (5 Bände bis 2012).
- Institut und Prinzip. Siedlungsgeschichtliche Grundlagen, philosophische Einflüsse und das Fortwirken der beiden republikanischen Konzeptionen in den kaiserzeitlichen Rechtsschulen. Ausgewählte Aufsätze. Herausgegeben von Martin Avenarius, Rudolf Meyer-Pritzl und Cosima Möller. 2 Bände. Wallstein, Göttingen 2004, ISBN 3-89244-832-9 (Sammlung von 19 Aufsätzen).[8]
- Princeps legibus solutus. In: Rainer Grote, Ines Härtel, Karl-E. Hain, Thorsten I. Schmidt, Thomas Schmitz, Gunnar F. Schuppert, Christian Winterhoff (Hrsg.): Die Ordnung der Freiheit. Festschrift für Christian Starck zum siebzigsten Geburtstag. Mohr Siebeck, Tübingen 2007, ISBN 978-3-16-149166-5, S. 3–20.
- Detlef Liebs. In: Index. Quaderni Camerti di Studi Romanistici. 40, 2012, ISSN 0392-2391, S. 780–794.
- Nexum facere et nectere (Un essai méthodique). In: Monique Clavel-Lévêque, Fatima Ouachour, Isabelle Pimouguet-Pédarros (Hrsg.): Hommes, cultures et paysages de l’Antiquité à la période moderne (= Enquêtes et documents. 44). Presses universitaires de Rennes, Rennes 2013, ISBN 978-2-7535-2143-8, S. 123–149.
- Custom and Reason: Gender Equality and Difference in Classical Roman Law. In: Stephan Meder, Christoph-Eric Mecke (Hrsg.): Family Law in Early Women’s Rights Debates. Western Europe and the United States in the nineteenth and early twentieth centuries (= Rechtsgeschichte und Geschlechterforschung. 14). Böhlau, Köln u. a. 2013, ISBN 978-3-412-21052-6, S. 321–372.

Ein vollständiges Schriftenverzeichnis (bis zum Jahr 2009) findet sich in: Martin Avenarius, Rudolf Meyer-Pritzl, Cosima Möller (Hrsg.): Ars iuris. Festschrift für Okko Behrends zum 70. Geburtstag. Wallstein, Göttingen 2009, ISBN 978-3-8353-0420-8, S. 643–659.